# U.S. Bombs
U.S. Bombs sind eine Punk-Band aus Orange County, Kalifornien (USA). Gegründet wurde die Band von Skater-Legende Duane Peters und Shattered Faith Gitarristen Kerry Martinez. Bekannt wurden sie als Punkrock-Band mit starken 77er Punk-Einflüssen. Während sich das Line-Up um Peters und Martinez stets veränderte, veränderte sich ihr Musikstil kaum.

## Diskografie

### Studioalben
- 1994: Put Strength in the Final Blow
- 1996: Garibaldi Guard
- 1997: Never Mind the Opened Minds
- 1997: War Birth
- 1999: The World
- 1999: Put Strength in the Final Blow
- 2001: Back at the Laundromat
- 2003: Covert Action
- 2003: Put Strength in the Final Blow: The Disaster Edition
- 2006: We Are the Problem
- 2018: Road Case

### Live-Alben & Kompilationen
- 2002: Lost in America: Live 2001

### EPs
- 1996: U.S. Bombs 7"
- Kill Me Good 7"
- 1998: Outtakes From a Beer City Basement 7"
- Great Lakes of Beer 7"
- U.S. Bombs/The Bristles split 7"
- Jaks/The Way It Ends 10" picture disc
- 1999: Hobroken Dreams
- 2001: Tora Tora Tora!/Yer Country
- 2003: Art Kills
- 2018: Riot Sirens